# Roswell (Nowy Meksyk)
Roswell – miasto w Stanach Zjednoczonych, położone w stanie Nowy Meksyk.

## Historia
Miasto zostało założone w 1871 jako ośrodek handlowy przez V.C. Smitha. W 1891 otrzymało prawa miejskie. Przyspieszony rozwój ekonomiczny nastąpił w związku z lokalizacją w pobliżu miasta bazy wojsk lotniczych (1941) i odkryciem złóż gazu ziemnego (lata 50. XX w.).
W 2015 roku liczyło 48 544 mieszkańców. Roswell jest ośrodkiem handlowym regionu rolniczego i hodowlanego. Głównie przemysłu petrochemicznego i spożywczego. Miejscowość znana jest powszechnie za sprawą tzw. incydentu w Roswell, czyli rzekomego rozbicia się obiektu pozaziemskiego, a także z tego, że urodził się w niej John Denver – piosenkarz i twórca muzyki country (wykonawca nieoficjalnego hymnu kierowców ciężarówek w USA – Take me home, Country roads).